# Geophis carinosus
Geophis carinosus — вид змій родини полозових (Colubridae). Мешкає в Мексиці і Гватемалі.

## Поширення і екологія
Geophis carinosus мешкають в горах Східної Сьєрра-Мадре в штаті Пуебла, в горах Сьєрра-де-лос-Тустлас в штаті Веракрус та в горах Сьєрра-де-лос-Кучуманатес на території департаментів Кіче і Уеуетенанго. Вони живуть у вологих гірських тропічних лісах і сосново-дубових лісах, трапляються у вторинних і деградованих лісах та на кавових плантаціях.